# Aralasurali, Tirthahalli
Aralasurali là một làng thuộc tehsil Tirthahalli, huyện Shimoga, bang Karnataka, Ấn Độ.